# Nova Vas (Brtonigla)
Pour les articles homonymes, voir Nova Vas.
Nova Vas (en italien : Villanova) est une localité de Croatie située en Istrie, dans la municipalité de Brtonigla, dans le comitat d'Istrie. En 2001, la localité comptait 355 habitants.

## Démographie
| 1948 | 1953 | 1961 | 1971 | 1981 | 1991 | 2001 |
| ---- | ---- | ---- | ---- | ---- | ---- | ---- |
| 751  | 466  | 432  | 315  | 299  | 288  | 355  |